# Ziegelhütte (Furth im Wald)
Ziegelhütte ist ein Ortsteil der Stadt Furth im Wald im Landkreis Cham des Regierungsbezirks Oberpfalz im Freistaat Bayern.

## Geografie
Ziegelhütte liegt 6 Kilometer südwestlich von Furth im Wald, 400 Meter südwestlich der Staatsstraße 2154. 700 Meter südwestlich der Ziegelhütte fließt der Rußmühlbach von Norden nach Süden.

## Geschichte
Ziegelhütte wurde im Steuerdistriktsverzeichnis von 1811 erstmals erwähnt. 1808 wurde die Verordnung über das allgemeine Steuerprovisorium erlassen. Mit ihr wurde das Steuerwesen in Bayern neu geordnet und es wurden Steuerdistrikte gebildet. Dabei kam Ziegelhütte zum Steuerdistrikt Ränkam. Der Steuerdistrikt Ränkam bestand aus den Ortschaften Rußmühle, Waradein, Ziegelhütte, Degelberg und Ried bei Gleißenberg.
1821 wurden im Landgericht Cham Gemeinden gebildet. Dabei kam Ziegelhütte zur Gemeinde Ränkam. Ränkam war patrimonialgerichtische Gemeinde, die mit dem Steuerdistrikt Ränkam identisch war. Sie hatte ein Patrimonialgericht I. Klasse unter Freiherr von Völderndorff. 1851 wurde Ried bei Gleißenberg aus der Gemeinde Ränkam herausgelöst und eigenständige Gemeinde.
Von 1867 bis 1946 bestand die Gemeinde Ränkam aus den Ortsteilen Bruckmühle, Degelberg, Kühberg, Leinmühle, Ränkam, Rußmühle, Tradt, Waradein und Ziegelhütte. 1946 wurde die Gemeinde Grabitz zerschlagen. Grabitz mit Stieberg und Tradtbauer wurde nach Furth im Wald eingemeindet und Haberseigen kam zur Gemeinde Ränkam. Bei der Gebietsreform in Bayern wurde 1972 die Gemeinde Ränkam mit ihren Gemeindeteilen Bruckmühle, Degelberg, Haberseigen, Kühberg, Leinmühle, Ränkam, Rußmühle, Tradt, Waradein und Ziegelhütte in die Stadt Furth im Wald eingemeindet.
Die Ziegelhütte gehörte 1838 zur Pfarrei Arnschwang. 1845 baten die Einwohner der Rußmühle darum, in die Pfarrei Gleißenberg umgepfarrt zu werden. Diese Bitte wurde von der Pfarrei Arnschwang abgelehnt. 1871 erneuerten die Rußmühler ihre Bitte und die Einwohner der Ziegelhütte schlossen sich der Bitte an. 1874 wurde der Bitte stattgegeben. 1874 wurden die Rußmühle und der Weiler Ziegelhütte in die Pfarrei Gleißenberg, Dekanat Cham umgepfarrt. 1997 galt Ziegelhütte als unbewohnt.

## Einwohnerentwicklung ab 1838
| Jahr | Einwohner | Gebäude |
| ---- | --------- | ------- |
| 1838 | 16        | 3       |
| 1861 | 12        | 8       |
| 1871 | 14        | 8       |
| 1885 | 14        | 2       |
| 1900 | 14        | 3       |
| 1913 | 9         | 2       |

| Jahr | Einwohner | Gebäude |
| ---- | --------- | ------- |
| 1925 | 14        | 3       |
| 1950 | 8         | 1       |
| 1961 | 3         | 1       |
| 1970 | 5         | k. A.   |
| 1987 | 0         | 0       |
| 2011 | 13        | k. A.   |